# Зајон (Оклахома)
Зајон (енгл. Zion) насељено је место без административног статуса у америчкој савезној држави Оклахома.

## Демографија
По попису из 2010. године број становника је 41, што је 7 (-14,6%) становника мање него 2000. године.
| Група             | 2000.      | 2010.      |
| Белци             | 10 (20,8%) | 13 (31,7%) |
| Афроамериканци    | 0 (0,0%)   | 0 (0,0%)   |
| Азијати           | 0 (0,0%)   | 0 (0,0%)   |
| Хиспаноамериканци | 0 (0,0%)   | 0 (0,0%)   |
| Укупно            | 48         | 41         |